# Volta a Espanya de 2020
La Volta a Espanya de 2020, 75a edició de la Volta a Espanya, es va disputar entre el 20 d'octubre i el 8 de novembre de 2020 sobre un recorregut de 2 846,9 km distribuïts en 18 etapes. La cursa formava part de l'UCI World Tour 2020. L'inici de la cursa tingué lloc a Irun, mentre el final fou a Madrid. Inicialment la cursa s'havia de disputar entre el 14 d'agost i el 6 de setembre, però la pandèmia de COVID-19 obligà a endarrerir la cursa i a modificar el seu recorregut.
El vencedor final fou l'eslovè Primož Roglič (Team Jumbo-Visma), que revalidà la victòria aconseguida el 2019 en imposar-se a l'equatorià Richard Carapaz (Ineos Grenadiers) per tan sols 24 segons. Completà el podi l'anglès Hugh Carthy (EF Pro Cycling), a poc més d'un minut del vencedor.
Roglič també s'imposà en la classificació per punts, mentre Guillaume Martin (Cofidis) guanyà la classificació de la muntanya, Enric Mas (Movistar Team) la dels joves, Rémi Cavagna (Deceuninck-Quick Step) la de la combativitat i el Movistar Team la d'equips.
La cançó d'aquesta edició fou "Como un atleta" de Carlos Baute.

## Equips participants
En aquesta edició de la Volta a Espanya van prendre part 22 equips: els 19 WorldTeams, més 3 equips convidats de categoria continental professional, l'equip francès Total Direct Énergie i els equips espanyols Burgos-BH i Caja Rural-Seguros RGA.
| WorldTeams (19)- AG2R La Mondiale - Astana - Bahrain McLaren - Bora-Hansgrohe - CCC Team - Cofidis - Deceuninck-Quick Step - EF Pro Cycling - Groupama-FDJ - Israel Start-Up Nation - Lotto Soudal - Mitchelton-Scott - Movistar Team - NTT Pro Cycling - Ineos Grenadiers - Jumbo-Visma - Team Sunweb - Trek-Segafredo - UAE Team Emirates ProTeams (3)- Burgos-BH - Caja Rural-Seguros RGA - Total Direct Énergie |
| |

## Etapes
| Etapa     | Data         | Ciutats d'etapa                        | type                    | Distància (km) | Vencedor de l'etapa   | Líder de la general        |
| --------- | ------------ | -------------------------------------- | ----------------------- | -------------- | --------------------- | -------------------------- |
| 1a etapa  | 20 de oct    | Irun – Arrate                          | etapa de mitja muntanya | 173            | Primož Roglič         | Primož Roglič              |
| 2a etapa  | 21 de oct    | Pamplona – Lekunberri                  | etapa de mitja muntanya | 151,6          | Marc Soler i Giménez  | Primož Roglič              |
| 3a etapa  | 22 de oct    | Lodosa – Laguna Negra                  | etapa de mitja muntanya | 166,1          | Daniel Martin         | Primož Roglič              |
| 4a etapa  | 23 de oct    | Garray – Eixea                         | etapa plana             | 191,7          | Sam Bennett           | Primož Roglič              |
| 5a etapa  | 24 de oct    | Osca – Samianigo                       | etapa de mitja muntanya | 184,4          | Tim Wellens           | Primož Roglič              |
| 6a etapa  | 25 de oct    | Biescas – Aramón Formigal              | etapa de muntanya       | 146,4          | Ion Izagirre Insausti | Richard Carapaz Montenegro |
|           | 26 d'octubre | Dia de descans                         | Dia de descans          |                |                       |                            |
| 7a etapa  | 27 de oct    | Vitòria – Uribarri Gaubea              | etapa de mitja muntanya | 159,7          | Michael Woods         | Richard Carapaz Montenegro |
| 8a etapa  | 28 de oct    | Logronyo – Hornos de Moncalvillo       | etapa de muntanya       | 164            | Primož Roglič         | Richard Carapaz Montenegro |
| 9a etapa  | 29 de oct    | Castrillo del Val – Aguilar de Campoo  | etapa plana             | 157,7          | Pascal Ackermann      | Richard Carapaz Montenegro |
| 10a etapa | 30 de oct    | Castro Urdiales – Suances              | etapa plana             | 185            | Primož Roglič         | Primož Roglič              |
| 11a etapa | 31 de oct    | Villaviciosa – Parc Natural de Somiedo | etapa de muntanya       | 170            | David Gaudu           | Primož Roglič              |
| 12a etapa | 1 de nov     | La Pola Llaviana – L'Angliru           | etapa de muntanya       | 109,4          | Hugh Carthy           | Richard Carapaz Montenegro |
|           | 2 novembre   | Dia de descans                         | Dia de descans          |                |                       |                            |
| 13a etapa | 3 de nov     | Muros – Mirador de Ézaro               | cronoescalada           | 33,7           | Primož Roglič         | Primož Roglič              |
| 14a etapa | 4 de nov     | Lugo – Ourense                         | etapa accidentada       | 204,7          | Tim Wellens           | Primož Roglič              |
| 15a etapa | 5 de nov     | Mos – Puebla de Sanabria               | etapa accidentada       | 230,8          | Jasper Philipsen      | Primož Roglič              |
| 16a etapa | 6 de nov     | Salamanca – Ciudad Rodrigo             | etapa accidentada       | 162            | Magnus Cort Nielsen   | Primož Roglič              |
| 17a etapa | 7 de nov     | Sequeros – La Covatilla                | etapa de muntanya       | 178,2          | David Gaudu           | Primož Roglič              |
| 18a etapa | 8 de nov     | Hipòdrom de la Zarzuela – Madrid       | etapa plana             | 139,6          | Pascal Ackermann      | Primož Roglič              |

## Classificació final
| \| Classificació general \| Classificació general \| Classificació general \| Classificació general \| Classificació general \| \| Corredor \| Corredor \| Equip \| Temps \| \| \| --------------------- \| --------------------------- \| ---------------------- \| --------------------- \| --------------------- \| \| 1r \| Primož Roglič \| Jumbo-Visma \| 72h 46' 12" \| \| \| 2n \| Richard Carapaz Montenegro \| Ineos Grenadiers \| + 24" \| \| \| 3r \| Hugh Carthy \| EF Pro Cycling \| + 1' 15" \| \| \| 4t \| Daniel Martin \| Israel Start-Up Nation \| + 2' 43" \| \| \| 5è \| Enric Mas Nicolau \| Movistar Team \| + 3' 36" \| \| \| 6è \| Wout Poels \| Bahrain McLaren \| + 7' 16" \| \| \| 7è \| David de la Cruz Melgarejo \| UAE Team Emirates \| + 7' 35" \| \| \| 8è \| David Gaudu \| Groupama-FDJ \| + 7' 45" \| \| \| 9è \| Felix Großschartner \| Bora-Hansgrohe \| + 8' 15" \| \| \| 10è \| Alejandro Valverde Belmonte \| Movistar Team \| + 9' 34" \| \| \| 11è \| Aleksandr Vlàssov \| Astana \| + 9' 36" \| \| \| 12è \| George Bennett \| Jumbo-Visma \| + 14' 04" \| \| \| 13è \| Mikel Nieve Iturralde \| Mitchelton-Scott \| + 14' 47" \| \| \| 14è \| Guillaume Martin \| Cofidis \| + 15' 07" \| \| \| 15è \| Sergio Henao Montoya \| UAE Team Emirates \| + 15' 36" \| \| \| 16è \| Sepp Kuss \| Jumbo-Visma \| + 16' 26" \| \| \| 17è \| Mattia Cattaneo \| Deceuninck-Quick Step \| + 17' 45" \| \| \| 18è \| Marc Soler i Giménez \| Movistar Team \| + 21' 01" \| \| \| 19è \| Gorka Izagirre Insausti \| Astana \| + 21' 46" \| \| \| 20è \| Gino Mäder \| NTT Pro Cycling \| + 43' 39" \| \| |                             |                        |             |
| |                             |                        |             |
| Font: ProCyclingStats |                             |                        |             |
| Classificació general |                             |                        |             |
| Corredor | Corredor                    | Equip                  | Temps       |
| 1r | Primož Roglič               | Jumbo-Visma            | 72h 46' 12" |
| 2n | Richard Carapaz Montenegro  | Ineos Grenadiers       | + 24"       |
| 3r | Hugh Carthy                 | EF Pro Cycling         | + 1' 15"    |
| 4t | Daniel Martin               | Israel Start-Up Nation | + 2' 43"    |
| 5è | Enric Mas Nicolau           | Movistar Team          | + 3' 36"    |
| 6è | Wout Poels                  | Bahrain McLaren        | + 7' 16"    |
| 7è | David de la Cruz Melgarejo  | UAE Team Emirates      | + 7' 35"    |
| 8è | David Gaudu                 | Groupama-FDJ           | + 7' 45"    |
| 9è | Felix Großschartner         | Bora-Hansgrohe         | + 8' 15"    |
| 10è | Alejandro Valverde Belmonte | Movistar Team          | + 9' 34"    |
| 11è | Aleksandr Vlàssov           | Astana                 | + 9' 36"    |
| 12è | George Bennett              | Jumbo-Visma            | + 14' 04"   |
| 13è | Mikel Nieve Iturralde       | Mitchelton-Scott       | + 14' 47"   |
| 14è | Guillaume Martin            | Cofidis                | + 15' 07"   |
| 15è | Sergio Henao Montoya        | UAE Team Emirates      | + 15' 36"   |
| 16è | Sepp Kuss                   | Jumbo-Visma            | + 16' 26"   |
| 17è | Mattia Cattaneo             | Deceuninck-Quick Step  | + 17' 45"   |
| 18è | Marc Soler i Giménez        | Movistar Team          | + 21' 01"   |
| 19è | Gorka Izagirre Insausti     | Astana                 | + 21' 46"   |
| 20è | Gino Mäder                  | NTT Pro Cycling        | + 43' 39"   |

## Classificacions secundàries
| Classificació per punts | Classificació per punts    | Classificació per punts | Classificació per punts | Classificació per punts |
| Corredor                | Corredor                   | Equip                   | Punts                   |                         |
| ----------------------- | -------------------------- | ----------------------- | ----------------------- | ----------------------- |
| 1r                      | Primož Roglič              | Jumbo-Visma             | 204 pts                 |                         |
| 2n                      | Richard Carapaz Montenegro | Ineos Grenadiers        | 133 pts                 |                         |
| 3r                      | Daniel Martin              | Israel Start-Up Nation  | 111 pts                 |                         |
| 4t                      | Hugh Carthy                | EF Pro Cycling          | 96 pts                  |                         |
| 5è                      | Guillaume Martin           | Cofidis                 | 87 pts                  |                         |
| 6è                      | Pascal Ackermann           | Bora-Hansgrohe          | 84 pts                  |                         |
| 7è                      | Jasper Philipsen           | UAE Team Emirates       | 80 pts                  |                         |
| 8è                      | Marc Soler i Giménez       | Movistar Team           | 73 pts                  |                         |
| 9è                      | Michael Woods              | EF Pro Cycling          | 72 pts                  |                         |
| 10è                     | Enric Mas Nicolau          | Movistar Team           | 71 pts                  |                         |

| Classificació per punts | Classificació per punts    | Classificació per punts | Classificació per punts | Classificació per punts |
| Corredor                | Corredor                   | Equip                   | Punts                   |                         |
| ----------------------- | -------------------------- | ----------------------- | ----------------------- | ----------------------- |
| 1r                      | Primož Roglič              | Jumbo-Visma             | 204 pts                 |                         |
| 2n                      | Richard Carapaz Montenegro | Ineos Grenadiers        | 133 pts                 |                         |
| 3r                      | Daniel Martin              | Israel Start-Up Nation  | 111 pts                 |                         |
| 4t                      | Hugh Carthy                | EF Pro Cycling          | 96 pts                  |                         |
| 5è                      | Guillaume Martin           | Cofidis                 | 87 pts                  |                         |
| 6è                      | Pascal Ackermann           | Bora-Hansgrohe          | 84 pts                  |                         |
| 7è                      | Jasper Philipsen           | UAE Team Emirates       | 80 pts                  |                         |
| 8è                      | Marc Soler i Giménez       | Movistar Team           | 73 pts                  |                         |
| 9è                      | Michael Woods              | EF Pro Cycling          | 72 pts                  |                         |
| 10è                     | Enric Mas Nicolau          | Movistar Team           | 71 pts                  |                         |

| Classificació de la muntanya | Classificació de la muntanya | Classificació de la muntanya | Classificació de la muntanya | Classificació de la muntanya |
| Corredor                     | Corredor                     | Equip                        | Punts                        |                              |
| ---------------------------- | ---------------------------- | ---------------------------- | ---------------------------- | ---------------------------- |
| 1r                           | Guillaume Martin             | Cofidis                      | 99 pts                       |                              |
| 2n                           | Tim Wellens                  | Lotto-Soudal                 | 34 pts                       |                              |
| 3r                           | Richard Carapaz Montenegro   | Ineos Grenadiers             | 30 pts                       |                              |
| 4t                           | David Gaudu                  | Groupama-FDJ                 | 29 pts                       |                              |
| 5è                           | Sepp Kuss                    | Jumbo-Visma                  | 27 pts                       |                              |
| 6è                           | Primož Roglič                | Jumbo-Visma                  | 24 pts                       |                              |
| 7è                           | Hugh Carthy                  | EF Pro Cycling               | 21 pts                       |                              |
| 8è                           | Michael Woods                | EF Pro Cycling               | 21 pts                       |                              |
| 9è                           | Rui Alberto Faria da Costa   | UAE Team Emirates            | 21 pts                       |                              |
| 10è                          | Daniel Martin                | Israel Start-Up Nation       | 20 pts                       |                              |

| Classificació de la muntanya | Classificació de la muntanya | Classificació de la muntanya | Classificació de la muntanya | Classificació de la muntanya |
| Corredor                     | Corredor                     | Equip                        | Punts                        |                              |
| ---------------------------- | ---------------------------- | ---------------------------- | ---------------------------- | ---------------------------- |
| 1r                           | Guillaume Martin             | Cofidis                      | 99 pts                       |                              |
| 2n                           | Tim Wellens                  | Lotto-Soudal                 | 34 pts                       |                              |
| 3r                           | Richard Carapaz Montenegro   | Ineos Grenadiers             | 30 pts                       |                              |
| 4t                           | David Gaudu                  | Groupama-FDJ                 | 29 pts                       |                              |
| 5è                           | Sepp Kuss                    | Jumbo-Visma                  | 27 pts                       |                              |
| 6è                           | Primož Roglič                | Jumbo-Visma                  | 24 pts                       |                              |
| 7è                           | Hugh Carthy                  | EF Pro Cycling               | 21 pts                       |                              |
| 8è                           | Michael Woods                | EF Pro Cycling               | 21 pts                       |                              |
| 9è                           | Rui Alberto Faria da Costa   | UAE Team Emirates            | 21 pts                       |                              |
| 10è                          | Daniel Martin                | Israel Start-Up Nation       | 20 pts                       |                              |

| Classificació del millor jove | Classificació del millor jove | Classificació del millor jove | Classificació del millor jove | Classificació del millor jove |
| Corredor                      | Corredor                      | Equip                         | Temps                         |                               |
| ----------------------------- | ----------------------------- | ----------------------------- | ----------------------------- | ----------------------------- |
| 1r                            | Enric Mas Nicolau             | Movistar Team                 | 72h 49' 48"                   |                               |
| 2n                            | David Gaudu                   | Groupama-FDJ                  | + 4' 09"                      |                               |
| 3r                            | Aleksandr Vlàssov             | Astana                        | + 6' 00"                      |                               |
| 4t                            | Gino Mäder                    | NTT Pro Cycling               | + 40' 03"                     |                               |
| 5è                            | Georg Zimmermann              | CCC Team                      | + 42' 04"                     |                               |
| 6è                            | William Barta                 | CCC Team                      | + 46' 28"                     |                               |
| 7è                            | Kobe Goossens                 | Lotto-Soudal                  | + 59' 21"                     |                               |
| 8è                            | Clément Champoussin           | AG2R La Mondiale              | + 1h 17' 44"                  |                               |
| 9è                            | Robert Power                  | Team Sunweb                   | + 1h 30' 22"                  |                               |
| 10è                           | Dorian Godon                  | AG2R La Mondiale              | + 1h 38' 24"                  |                               |

| Classificació del millor jove | Classificació del millor jove | Classificació del millor jove | Classificació del millor jove | Classificació del millor jove |
| Corredor                      | Corredor                      | Equip                         | Temps                         |                               |
| ----------------------------- | ----------------------------- | ----------------------------- | ----------------------------- | ----------------------------- |
| 1r                            | Enric Mas Nicolau             | Movistar Team                 | 72h 49' 48"                   |                               |
| 2n                            | David Gaudu                   | Groupama-FDJ                  | + 4' 09"                      |                               |
| 3r                            | Aleksandr Vlàssov             | Astana                        | + 6' 00"                      |                               |
| 4t                            | Gino Mäder                    | NTT Pro Cycling               | + 40' 03"                     |                               |
| 5è                            | Georg Zimmermann              | CCC Team                      | + 42' 04"                     |                               |
| 6è                            | William Barta                 | CCC Team                      | + 46' 28"                     |                               |
| 7è                            | Kobe Goossens                 | Lotto-Soudal                  | + 59' 21"                     |                               |
| 8è                            | Clément Champoussin           | AG2R La Mondiale              | + 1h 17' 44"                  |                               |
| 9è                            | Robert Power                  | Team Sunweb                   | + 1h 30' 22"                  |                               |
| 10è                           | Dorian Godon                  | AG2R La Mondiale              | + 1h 38' 24"                  |                               |

| Classificació per equips | Classificació per equips | Classificació per equips | Classificació per equips |
| Equip                    | Equip                    | Temps                    |                          |
| ------------------------ | ------------------------ | ------------------------ | ------------------------ |
| 1r                       | Movistar Team            | 218h 37' 21"             |                          |
| 2n                       | Jumbo-Visma              | + 10' 23"                |                          |
| 3r                       | Astana                   | + 40' 09"                |                          |
| 4t                       | UAE Team Emirates        | + 1h 04' 05"             |                          |
| 5è                       | Mitchelton-Scott         | + 1h 08' 33"             |                          |
| 6è                       | Cofidis                  | + 1h 44' 20"             |                          |
| 7è                       | Ineos Grenadiers         | + 2h 32' 28"             |                          |
| 8è                       | Groupama-FDJ             | + 2h 44' 38"             |                          |
| 9è                       | Team Sunweb              | + 3h 08' 29"             |                          |
| 10è                      | EF Pro Cycling           | + 3h 12' 25"             |                          |

| Classificació per equips | Classificació per equips | Classificació per equips | Classificació per equips |
| Equip                    | Equip                    | Temps                    |                          |
| ------------------------ | ------------------------ | ------------------------ | ------------------------ |
| 1r                       | Movistar Team            | 218h 37' 21"             |                          |
| 2n                       | Jumbo-Visma              | + 10' 23"                |                          |
| 3r                       | Astana                   | + 40' 09"                |                          |
| 4t                       | UAE Team Emirates        | + 1h 04' 05"             |                          |
| 5è                       | Mitchelton-Scott         | + 1h 08' 33"             |                          |
| 6è                       | Cofidis                  | + 1h 44' 20"             |                          |
| 7è                       | Ineos Grenadiers         | + 2h 32' 28"             |                          |
| 8è                       | Groupama-FDJ             | + 2h 44' 38"             |                          |
| 9è                       | Team Sunweb              | + 3h 08' 29"             |                          |
| 10è                      | EF Pro Cycling           | + 3h 12' 25"             |                          |

## Evolució de les classificacions
| Etapa                  | Vencedor               | Classificació general | Classificació per punts | Classificació de la muntanya | Millor jove | Classificació per equips | Premi de la combativitat |
| ---------------------- | ---------------------- | --------------------- | ----------------------- | ---------------------------- | ----------- | ------------------------ | ------------------------ |
| 1                      | Primož Roglič          | Primož Roglič         | Primož Roglič           | Sepp Kuss                    | Enric Mas   | Team Jumbo-Visma         | Jetse Bol                |
| 2                      | Marc Soler             | Primož Roglič         | Primož Roglič           | Richard Carapaz              | Enric Mas   | Team Jumbo-Visma         | Gonzalo Serrano          |
| 3                      | Dan Martin             | Primož Roglič         | Primož Roglič           | Richard Carapaz              | Enric Mas   | Team Jumbo-Visma         | Willie Smit              |
| 4                      | Sam Bennett            | Primož Roglič         | Primož Roglič           | Richard Carapaz              | Enric Mas   | Team Jumbo-Visma         | Jesús Ezquerra           |
| 5                      | Tim Wellens            | Primož Roglič         | Primož Roglič           | Tim Wellens                  | Enric Mas   | Team Jumbo-Visma         | Guillaume Martin         |
| 6                      | Ion Izagirre           | Richard Carapaz       | Primož Roglič           | Tim Wellens                  | Enric Mas   | Movistar                 | Ion Izagirre             |
| 7                      | Michael Woods          | Richard Carapaz       | Primož Roglič           | Guillaume Martin             | Enric Mas   | Movistar                 | Alejandro Valverde       |
| 8                      | Primož Roglič          | Richard Carapaz       | Primož Roglič           | Guillaume Martin             | Enric Mas   | Movistar                 | Stan Dewulf              |
| 9                      | Pascal Ackermann       | Richard Carapaz       | Primož Roglič           | Guillaume Martin             | Enric Mas   | Movistar                 | Juan Felipe Osorio       |
| 10                     | Primož Roglič          | Primož Roglič         | Primož Roglič           | Guillaume Martin             | Enric Mas   | Movistar                 | Alex Molenaar            |
| 11                     | David Gaudu            | Primož Roglič         | Primož Roglič           | Guillaume Martin             | Enric Mas   | Movistar                 | Marc Soler               |
| 12                     | Hugh Carthy            | Richard Carapaz       | Primož Roglič           | Guillaume Martin             | Enric Mas   | Movistar                 | Guillaume Martin         |
| 13                     | Primož Roglič          | Primož Roglič         | Primož Roglič           | Guillaume Martin             | Enric Mas   | Movistar                 | No entregat              |
| 14                     | Tim Wellens            | Primož Roglič         | Primož Roglič           | Guillaume Martin             | Enric Mas   | Movistar                 | Marc Soler               |
| 15                     | Jasper Philipsen       | Primož Roglič         | Primož Roglič           | Guillaume Martin             | Enric Mas   | Movistar                 | Guillaume Martin         |
| 16                     | Magnus Cort Nielsen    | Primož Roglič         | Primož Roglič           | Guillaume Martin             | Enric Mas   | Movistar                 | Rémi Cavagna             |
| 17                     | David Gaudu            | Primož Roglič         | Primož Roglič           | Guillaume Martin             | Enric Mas   | Movistar                 | Marc Soler               |
| 18                     | Pascal Ackermann       | Primož Roglič         | Primož Roglič           | Guillaume Martin             | Enric Mas   | Movistar                 | No entregat              |
| Classificacions finals | Classificacions finals | Primož Roglič         | Primož Roglič           | Guillaume Martin             | Enric Mas   | Movistar                 | Rémi Cavagna             |

## Llista de participants
- Llista de participants completa

Aquesta és la llista dels 176 ciclistes, repartits entre 22 equips, que van prendre part en la Volta a Espanya 2020.
| Jumbo-Visma TJV | Jumbo-Visma TJV            | Jumbo-Visma TJV |
| --------------- | -------------------------- | --------------- |
| Núm             | Ciclista                   | Pos             |
| 1               | Primož Roglič (SLO) (ruta) | 1r              |
| 2               | George Bennett (NZL)       | 12è             |
| 3               | Tom Dumoulin (NED)         | NP-8            |
| 4               | Robert Gesink (NED)        | 35è             |
| 5               | Lennard Hofstede (NED)     | 51è             |
| 6               | Sepp Kuss (USA)            | 16è             |
| 7               | Paul Martens (GER)         | 109è            |
| 8               | Jonas Vingegaard (DEN)     | 46è             |

| Deceuninck-Quick Step DQT | Deceuninck-Quick Step DQT | Deceuninck-Quick Step DQT |
| ------------------------- | ------------------------- | ------------------------- |
| Núm                       | Ciclista                  | Pos                       |
| 11                        | Sam Bennett (IRL)         | 137è                      |
| 12                        | Andrea Bagioli (ITA)      | DNF-16                    |
| 13                        | Mattia Cattaneo (ITA)     | 17è                       |
| 14                        | Ian Garrison (USA)        | 127è                      |
| 15                        | Michael Mørkøv (DEN)      | 121è                      |
| 16                        | Jannik Steimle (GER)      | 83è                       |
| 17                        | Zdeněk Štybar (CZE)       | 102è                      |
| 18                        | Rémi Cavagna (FRA)        | 84è                       |

| UAE Team Emirates UAD | UAE Team Emirates UAD                   | UAE Team Emirates UAD |
| --------------------- | --------------------------------------- | --------------------- |
| Núm                   | Ciclista                                | Pos                   |
| 21                    | David de la Cruz Melgarejo (ESP)        | 7è                    |
| 22                    | Rui Alberto Faria da Costa (POR) (ruta) | 44è                   |
| 23                    | Davide Formolo (ITA)                    | NP-18                 |
| 24                    | Sergio Henao Montoya (COL)              | 15è                   |
| 25                    | Jasper Philipsen (BEL)                  | 85è                   |
| 26                    | Aliaksandr Rabuixenka (BLR)             | 90è                   |
| 27                    | Ivo Oliveira (POR) (crono)              | 101è                  |
| 28                    | Rui Oliveira (POR)                      | 119è                  |

| Trek-Segafredo TFS | Trek-Segafredo TFS     | Trek-Segafredo TFS |
| ------------------ | ---------------------- | ------------------ |
| Núm                | Ciclista               | Pos                |
| 31                 | Juan Pedro López (ESP) | 42è                |
| 32                 | Matteo Moschetti (ITA) | FC-7               |
| 33                 | Koen de Kort (NED)     | 82è                |
| 34                 | Niklas Eg (DEN)        | 59è                |
| 35                 | Kenny Elissonde (FRA)  | NP-8               |
| 36                 | Alexander Kamp (DEN)   | DNF-14             |
| 37                 | Emīls Liepiņš (LAT)    | 124è               |
| 38                 | Michel Ries (LUX)      | 60è                |

| Team Sunweb SUN | Team Sunweb SUN       | Team Sunweb SUN |
| --------------- | --------------------- | --------------- |
| Núm             | Ciclista              | Pos             |
| 41              | Robert Power (AUS)    | 37è             |
| 42              | Thymen Arensman (NED) | 41è             |
| 43              | Mark Donovan (GBR)    | 48è             |
| 44              | Max Kanter (GER)      | 112è            |
| 45              | Martin Salmon (GER)   | DNF-14          |
| 46              | Michael Storer (AUS)  | 40è             |
| 47              | Ilan Van Wilder (BEL) | DNF-1           |
| 48              | Jasha Sütterlin (GER) | 55è             |

| Astana AST | Astana AST                         | Astana AST |
| ---------- | ---------------------------------- | ---------- |
| Núm        | Ciclista                           | Pos        |
| 51         | Aleksandr Vlàssov (RUS)            | 11è        |
| 52         | Alexander Aranburu Deba (ESP)      | 75è        |
| 53         | Dmitri Grúzdev (KAZ)               | 93è        |
| 54         | Omar Fraile Matarranz (ESP)        | 64è        |
| 55         | Ion Izagirre Insausti (ESP)        | 29è        |
| 56         | Merhawi Kudus (ERI)                | 58è        |
| 57         | Gorka Izagirre Insausti (ESP)      | 19è        |
| 58         | Luis León Sánchez Gil (ESP) (ruta) | NP-16      |

| Bora-Hansgrohe BOH | Bora-Hansgrohe BOH        | Bora-Hansgrohe BOH |
| ------------------ | ------------------------- | ------------------ |
| Núm                | Ciclista                  | Pos                |
| 61                 | Pascal Ackermann (GER)    | 131è               |
| 62                 | Martin Laas (EST)         | 140è               |
| 63                 | Felix Großschartner (AUT) | 9è                 |
| 64                 | Jay McCarthy (AUS)        | DNF-7              |
| 65                 | Ide Schelling (NED)       | 69è                |
| 66                 | Andreas Schillinger (GER) | 123è               |
| 67                 | Michael Schwarzmann (GER) | 122è               |
| 68                 | Rüdiger Selig (GER)       | 141è               |

| Ineos Grenadiers IGD | Ineos Grenadiers IGD             | Ineos Grenadiers IGD |
| -------------------- | -------------------------------- | -------------------- |
| Núm                  | Ciclista                         | Pos                  |
| 71                   | Christopher Froome (GBR)         | 98è                  |
| 72                   | Richard Carapaz Montenegro (ECU) | 2n                   |
| 73                   | Andrey Amador Bikkazakova (CRC)  | 52è                  |
| 74                   | Michał Gołaś (POL)               | NP-8                 |
| 75                   | Brandon Rivera (COL)             | DNF-2                |
| 76                   | Iván Ramiro Sosa Cuervo (COL)    | 62è                  |
| 77                   | Dylan van Baarle (NED)           | 49è                  |
| 78                   | Cameron Wurf (AUS)               | 95è                  |

| Mitchelton-Scott MTS | Mitchelton-Scott MTS        | Mitchelton-Scott MTS |
| -------------------- | --------------------------- | -------------------- |
| Núm                  | Ciclista                    | Pos                  |
| 81                   | Esteban Chaves Rubio (COL)  | 27è                  |
| 82                   | Tsgabu Grmay (ETH)          | 54è                  |
| 83                   | Mikel Nieve Iturralde (ESP) | 13è                  |
| 84                   | Nick Schultz (AUS)          | 25è                  |
| 85                   | Callum Scotson (AUS)        | 88è                  |
| 86                   | Dion Smith (NZL)            | 74è                  |
| 87                   | Robert Stannard (AUS)       | 76è                  |
| 88                   | Alexander Edmondson (AUS)   | 135è                 |

| Groupama-FDJ GFC | Groupama-FDJ GFC        | Groupama-FDJ GFC |
| ---------------- | ----------------------- | ---------------- |
| Núm              | Ciclista                | Pos              |
| 91               | Thibaut Pinot (FRA)     | NP-3             |
| 92               | Bruno Armirail (FRA)    | 28è              |
| 93               | Mickaël Delage (FRA)    | 142è             |
| 94               | David Gaudu (FRA)       | 8è               |
| 95               | Mathieu Ladagnous (FRA) | DNF-11           |
| 96               | Olivier Le Gac (FRA)    | 68è              |
| 97               | Anthony Roux (FRA)      | 66è              |
| 98               | Romain Seigle (FRA)     | DNF-7            |

| EF Pro Cycling EF1 | EF Pro Cycling EF1                   | EF Pro Cycling EF1 |
| ------------------ | ------------------------------------ | ------------------ |
| Núm                | Ciclista                             | Pos                |
| 101                | Daniel Martínez Poveda (COL) (crono) | NP-4               |
| 102                | Hugh Carthy (GBR)                    | 3r                 |
| 103                | Mitchell Docker (AUS)                | 132è               |
| 104                | Magnus Cort Nielsen (DEN)            | 67è                |
| 105                | Logan Owen (USA)                     | 105è               |
| 106                | Julius van den Berg (NED)            | 126è               |
| 107                | Tejay van Garderen (USA)             | 113è               |
| 108                | Michael Woods (CAN)                  | 34è                |

| Bahrain McLaren TBM | Bahrain McLaren TBM             | Bahrain McLaren TBM |
| ------------------- | ------------------------------- | ------------------- |
| Núm                 | Ciclista                        | Pos                 |
| 111                 | Wout Poels (NED)                | 6è                  |
| 112                 | Grega Bole (SLO)                | DNF-5               |
| 113                 | Santiago Buitrago Sánchez (COL) | 53è                 |
| 114                 | Scott Davies (GBR)              | 111è                |
| 115                 | Kevin Inkelaar (NED)            | 138è                |
| 116                 | Matej Mohorič (SLO)             | NP-3                |
| 117                 | Fred Wright (GBR)               | 91è                 |
| 118                 | Stephen Williams (GBR)          | NP-11               |

| AG2R La Mondiale ALM | AG2R La Mondiale ALM      | AG2R La Mondiale ALM |
| -------------------- | ------------------------- | -------------------- |
| Núm                  | Ciclista                  | Pos                  |
| 121                  | Clément Champoussin (FRA) | 31è                  |
| 122                  | Mathias Frank (SUI)       | DNF-1                |
| 123                  | Alexandre Geniez (FRA)    | DNF-1                |
| 124                  | Dorian Godon (FRA)        | 38è                  |
| 125                  | Nans Peters (FRA)         | 36è                  |
| 126                  | Harry Tanfield (GBR)      | DNF-15               |
| 127                  | Quentin Jauregui (FRA)    | DNF-11               |
| 128                  | Axel Domont (FRA)         | DNF-2                |

| CCC Team CCC | CCC Team CCC                         | CCC Team CCC |
| ------------ | ------------------------------------ | ------------ |
| Núm          | Ciclista                             | Pos          |
| 131          | Simon Geschke (GER)                  | NP-4         |
| 132          | William Barta (USA)                  | 22è          |
| 133          | Jan Hirt (CZE)                       | 56è          |
| 134          | Jakub Mareczko (ITA)                 | DNF-11       |
| 135          | Michał Paluta (POL)                  | 118è         |
| 136          | Łukasz Wiśniowski (POL)              | 115è         |
| 137          | Georg Zimmermann (GER)               | 21è          |
| 138          | Francisco José Ventoso Alberdi (ESP) | DNF-5        |

| Lotto-Soudal LTS | Lotto-Soudal LTS         | Lotto-Soudal LTS |
| ---------------- | ------------------------ | ---------------- |
| Núm              | Ciclista                 | Pos              |
| 141              | Tim Wellens (BEL)        | 78è              |
| 142              | Gerben Thijssen (BEL)    | DNF-15           |
| 143              | Stan Dewulf (BEL)        | 70è              |
| 144              | Kobe Goossens (BEL)      | 24è              |
| 145              | Tomasz Marczyński (POL)  | 108è             |
| 146              | Rémy Mertz (BEL)         | 104è             |
| 147              | Tosh Van der Sande (BEL) | 96è              |
| 148              | Brent Van Moer (BEL)     | 100è             |

| Cofidis COF | Cofidis COF                    | Cofidis COF |
| ----------- | ------------------------------ | ----------- |
| Núm         | Ciclista                       | Pos         |
| 151         | Guillaume Martin (FRA)         | 14è         |
| 152         | Fernando Barceló Aragón (ESP)  | NP-6        |
| 153         | Natnael Berhane (ERI) (ruta)   | DNF-5       |
| 154         | José Herrada López (ESP)       | 26è         |
| 155         | Victor Lafay (FRA)             | 81è         |
| 156         | Luis Ángel Maté Mardones (ESP) | 23è         |
| 157         | Emmanuel Morin (FRA)           | 134è        |
| 158         | Pierre-Luc Périchon (FRA)      | 97è         |

| NTT Pro Cycling NTT | NTT Pro Cycling NTT               | NTT Pro Cycling NTT |
| ------------------- | --------------------------------- | ------------------- |
| Núm                 | Ciclista                          | Pos                 |
| 161                 | Carlos Barbero Cuesta (ESP)       | 107è                |
| 162                 | Stefan de Bod (RSA)               | 94è                 |
| 163                 | Nicholas Dlamini (RSA)            | DNF-11              |
| 164                 | Benjamin Dyball (AUS)             | 130è                |
| 165                 | Enrico Gasparotto (SUI)           | 120è                |
| 166                 | Michael Valgren Andersen (DEN)    | 33è                 |
| 167                 | Reinardt Janse van Rensburg (RSA) | 103è                |
| 168                 | Gino Mäder (SUI)                  | 20è                 |

| Movistar Team MOV | Movistar Team MOV                 | Movistar Team MOV |
| ----------------- | --------------------------------- | ----------------- |
| Núm               | Ciclista                          | Pos               |
| 171               | Alejandro Valverde Belmonte (ESP) | 10è               |
| 172               | Jorge Arcas (ESP)                 | 77è               |
| 173               | Imanol Erviti Ollo (ESP)          | 47è               |
| 174               | Enric Mas Nicolau (ESP)           | 5è                |
| 175               | Nélson Oliveira (POR)             | 39è               |
| 176               | José Joaquín Rojas Gil (ESP)      | 32è               |
| 177               | Marc Soler i Giménez (ESP)        | 18è               |
| 178               | Carlos Verona Quintanilla (ESP)   | 30è               |

| Israel Start-Up Nation ISN | Israel Start-Up Nation ISN | Israel Start-Up Nation ISN |
| -------------------------- | -------------------------- | -------------------------- |
| Núm                        | Ciclista                   | Pos                        |
| 181                        | Daniel Martin (IRL)        | 4t                         |
| 182                        | Omer Goldstein (ISR)       | 106è                       |
| 183                        | Reto Hollenstein (SUI)     | 72è                        |
| 184                        | James Piccoli (CAN)        | 125è                       |
| 185                        | Mihkel Räim (EST)          | 139è                       |
| 186                        | Alexis Renard (FRA)        | DNF-14                     |
| 187                        | Rory Sutherland (AUS)      | 129è                       |
| 188                        | Matteo Badilatti (SUI)     | 110è                       |

| Total Direct Énergie TDE | Total Direct Énergie TDE | Total Direct Énergie TDE |
| ------------------------ | ------------------------ | ------------------------ |
| Núm                      | Ciclista                 | Pos                      |
| 191                      | Niki Terpstra (NED)      | 136è                     |
| 192                      | Lorrenzo Manzin (FRA)    | 133è                     |
| 193                      | Valentin Ferron (FRA)    | 87è                      |
| 194                      | Jonathan Hivert (FRA)    | 86è                      |
| 195                      | Pim Ligthart (NED)       | DNF-15                   |
| 196                      | Paul Ourselin (FRA)      | 79è                      |
| 197                      | Romain Sicard (FRA)      | 45è                      |
| 198                      | Julien Simon (FRA)       | 65è                      |

| Caja Rural-Seguros RGA CJR | Caja Rural-Seguros RGA CJR      | Caja Rural-Seguros RGA CJR |
| -------------------------- | ------------------------------- | -------------------------- |
| Núm                        | Ciclista                        | Pos                        |
| 201                        | Jonathan Lastra Martínez (ESP)  | 61è                        |
| 202                        | Jon Aberasturi Izaga (ESP)      | 117è                       |
| 203                        | Julen Amézqueta Moreno (ESP)    | 50è                        |
| 204                        | Aritz Bagües (ESP)              | 92è                        |
| 205                        | Jefferson Cepeda (ECU)          | 116è                       |
| 206                        | Jhojan García (COL)             | 71è                        |
| 207                        | Héctor Sáez Benito (ESP)        | DNF-11                     |
| 208                        | Gonzalo Serrano Rodríguez (ESP) | 57è                        |

| Burgos-BH BBH | Burgos-BH BBH                     | Burgos-BH BBH |
| ------------- | --------------------------------- | ------------- |
| Núm           | Ciclista                          | Pos           |
| 211           | Ángel Madrazo Ruiz (ESP)          | 43è           |
| 212           | Jetse Bol (NED)                   | 80è           |
| 213           | Óscar Cabedo (ESP)                | 63è           |
| 214           | Jesús Ezquerra (ESP)              | 89è           |
| 215           | Alex Molenaar (NED)               | 128è          |
| 216           | Juan Felipe Osorio Arboleda (COL) | 114è          |
| 217           | Willie Smit (RSA)                 | 73è           |
| 218           | Ricardo Vilela (POR)              | 99è           |

| Jumbo-Visma TJV | Jumbo-Visma TJV            | Jumbo-Visma TJV |
| --------------- | -------------------------- | --------------- |
| Núm             | Ciclista                   | Pos             |
| 1               | Primož Roglič (SLO) (ruta) | 1r              |
| 2               | George Bennett (NZL)       | 12è             |
| 3               | Tom Dumoulin (NED)         | NP-8            |
| 4               | Robert Gesink (NED)        | 35è             |
| 5               | Lennard Hofstede (NED)     | 51è             |
| 6               | Sepp Kuss (USA)            | 16è             |
| 7               | Paul Martens (GER)         | 109è            |
| 8               | Jonas Vingegaard (DEN)     | 46è             |

| Deceuninck-Quick Step DQT | Deceuninck-Quick Step DQT | Deceuninck-Quick Step DQT |
| ------------------------- | ------------------------- | ------------------------- |
| Núm                       | Ciclista                  | Pos                       |
| 11                        | Sam Bennett (IRL)         | 137è                      |
| 12                        | Andrea Bagioli (ITA)      | DNF-16                    |
| 13                        | Mattia Cattaneo (ITA)     | 17è                       |
| 14                        | Ian Garrison (USA)        | 127è                      |
| 15                        | Michael Mørkøv (DEN)      | 121è                      |
| 16                        | Jannik Steimle (GER)      | 83è                       |
| 17                        | Zdeněk Štybar (CZE)       | 102è                      |
| 18                        | Rémi Cavagna (FRA)        | 84è                       |

| UAE Team Emirates UAD | UAE Team Emirates UAD                   | UAE Team Emirates UAD |
| --------------------- | --------------------------------------- | --------------------- |
| Núm                   | Ciclista                                | Pos                   |
| 21                    | David de la Cruz Melgarejo (ESP)        | 7è                    |
| 22                    | Rui Alberto Faria da Costa (POR) (ruta) | 44è                   |
| 23                    | Davide Formolo (ITA)                    | NP-18                 |
| 24                    | Sergio Henao Montoya (COL)              | 15è                   |
| 25                    | Jasper Philipsen (BEL)                  | 85è                   |
| 26                    | Aliaksandr Rabuixenka (BLR)             | 90è                   |
| 27                    | Ivo Oliveira (POR) (crono)              | 101è                  |
| 28                    | Rui Oliveira (POR)                      | 119è                  |

| Trek-Segafredo TFS | Trek-Segafredo TFS     | Trek-Segafredo TFS |
| ------------------ | ---------------------- | ------------------ |
| Núm                | Ciclista               | Pos                |
| 31                 | Juan Pedro López (ESP) | 42è                |
| 32                 | Matteo Moschetti (ITA) | FC-7               |
| 33                 | Koen de Kort (NED)     | 82è                |
| 34                 | Niklas Eg (DEN)        | 59è                |
| 35                 | Kenny Elissonde (FRA)  | NP-8               |
| 36                 | Alexander Kamp (DEN)   | DNF-14             |
| 37                 | Emīls Liepiņš (LAT)    | 124è               |
| 38                 | Michel Ries (LUX)      | 60è                |

| Team Sunweb SUN | Team Sunweb SUN       | Team Sunweb SUN |
| --------------- | --------------------- | --------------- |
| Núm             | Ciclista              | Pos             |
| 41              | Robert Power (AUS)    | 37è             |
| 42              | Thymen Arensman (NED) | 41è             |
| 43              | Mark Donovan (GBR)    | 48è             |
| 44              | Max Kanter (GER)      | 112è            |
| 45              | Martin Salmon (GER)   | DNF-14          |
| 46              | Michael Storer (AUS)  | 40è             |
| 47              | Ilan Van Wilder (BEL) | DNF-1           |
| 48              | Jasha Sütterlin (GER) | 55è             |

| Astana AST | Astana AST                         | Astana AST |
| ---------- | ---------------------------------- | ---------- |
| Núm        | Ciclista                           | Pos        |
| 51         | Aleksandr Vlàssov (RUS)            | 11è        |
| 52         | Alexander Aranburu Deba (ESP)      | 75è        |
| 53         | Dmitri Grúzdev (KAZ)               | 93è        |
| 54         | Omar Fraile Matarranz (ESP)        | 64è        |
| 55         | Ion Izagirre Insausti (ESP)        | 29è        |
| 56         | Merhawi Kudus (ERI)                | 58è        |
| 57         | Gorka Izagirre Insausti (ESP)      | 19è        |
| 58         | Luis León Sánchez Gil (ESP) (ruta) | NP-16      |

| Bora-Hansgrohe BOH | Bora-Hansgrohe BOH        | Bora-Hansgrohe BOH |
| ------------------ | ------------------------- | ------------------ |
| Núm                | Ciclista                  | Pos                |
| 61                 | Pascal Ackermann (GER)    | 131è               |
| 62                 | Martin Laas (EST)         | 140è               |
| 63                 | Felix Großschartner (AUT) | 9è                 |
| 64                 | Jay McCarthy (AUS)        | DNF-7              |
| 65                 | Ide Schelling (NED)       | 69è                |
| 66                 | Andreas Schillinger (GER) | 123è               |
| 67                 | Michael Schwarzmann (GER) | 122è               |
| 68                 | Rüdiger Selig (GER)       | 141è               |

| Ineos Grenadiers IGD | Ineos Grenadiers IGD             | Ineos Grenadiers IGD |
| -------------------- | -------------------------------- | -------------------- |
| Núm                  | Ciclista                         | Pos                  |
| 71                   | Christopher Froome (GBR)         | 98è                  |
| 72                   | Richard Carapaz Montenegro (ECU) | 2n                   |
| 73                   | Andrey Amador Bikkazakova (CRC)  | 52è                  |
| 74                   | Michał Gołaś (POL)               | NP-8                 |
| 75                   | Brandon Rivera (COL)             | DNF-2                |
| 76                   | Iván Ramiro Sosa Cuervo (COL)    | 62è                  |
| 77                   | Dylan van Baarle (NED)           | 49è                  |
| 78                   | Cameron Wurf (AUS)               | 95è                  |

| Mitchelton-Scott MTS | Mitchelton-Scott MTS        | Mitchelton-Scott MTS |
| -------------------- | --------------------------- | -------------------- |
| Núm                  | Ciclista                    | Pos                  |
| 81                   | Esteban Chaves Rubio (COL)  | 27è                  |
| 82                   | Tsgabu Grmay (ETH)          | 54è                  |
| 83                   | Mikel Nieve Iturralde (ESP) | 13è                  |
| 84                   | Nick Schultz (AUS)          | 25è                  |
| 85                   | Callum Scotson (AUS)        | 88è                  |
| 86                   | Dion Smith (NZL)            | 74è                  |
| 87                   | Robert Stannard (AUS)       | 76è                  |
| 88                   | Alexander Edmondson (AUS)   | 135è                 |

| Groupama-FDJ GFC | Groupama-FDJ GFC        | Groupama-FDJ GFC |
| ---------------- | ----------------------- | ---------------- |
| Núm              | Ciclista                | Pos              |
| 91               | Thibaut Pinot (FRA)     | NP-3             |
| 92               | Bruno Armirail (FRA)    | 28è              |
| 93               | Mickaël Delage (FRA)    | 142è             |
| 94               | David Gaudu (FRA)       | 8è               |
| 95               | Mathieu Ladagnous (FRA) | DNF-11           |
| 96               | Olivier Le Gac (FRA)    | 68è              |
| 97               | Anthony Roux (FRA)      | 66è              |
| 98               | Romain Seigle (FRA)     | DNF-7            |

| EF Pro Cycling EF1 | EF Pro Cycling EF1                   | EF Pro Cycling EF1 |
| ------------------ | ------------------------------------ | ------------------ |
| Núm                | Ciclista                             | Pos                |
| 101                | Daniel Martínez Poveda (COL) (crono) | NP-4               |
| 102                | Hugh Carthy (GBR)                    | 3r                 |
| 103                | Mitchell Docker (AUS)                | 132è               |
| 104                | Magnus Cort Nielsen (DEN)            | 67è                |
| 105                | Logan Owen (USA)                     | 105è               |
| 106                | Julius van den Berg (NED)            | 126è               |
| 107                | Tejay van Garderen (USA)             | 113è               |
| 108                | Michael Woods (CAN)                  | 34è                |

| Bahrain McLaren TBM | Bahrain McLaren TBM             | Bahrain McLaren TBM |
| ------------------- | ------------------------------- | ------------------- |
| Núm                 | Ciclista                        | Pos                 |
| 111                 | Wout Poels (NED)                | 6è                  |
| 112                 | Grega Bole (SLO)                | DNF-5               |
| 113                 | Santiago Buitrago Sánchez (COL) | 53è                 |
| 114                 | Scott Davies (GBR)              | 111è                |
| 115                 | Kevin Inkelaar (NED)            | 138è                |
| 116                 | Matej Mohorič (SLO)             | NP-3                |
| 117                 | Fred Wright (GBR)               | 91è                 |
| 118                 | Stephen Williams (GBR)          | NP-11               |

| AG2R La Mondiale ALM | AG2R La Mondiale ALM      | AG2R La Mondiale ALM |
| -------------------- | ------------------------- | -------------------- |
| Núm                  | Ciclista                  | Pos                  |
| 121                  | Clément Champoussin (FRA) | 31è                  |
| 122                  | Mathias Frank (SUI)       | DNF-1                |
| 123                  | Alexandre Geniez (FRA)    | DNF-1                |
| 124                  | Dorian Godon (FRA)        | 38è                  |
| 125                  | Nans Peters (FRA)         | 36è                  |
| 126                  | Harry Tanfield (GBR)      | DNF-15               |
| 127                  | Quentin Jauregui (FRA)    | DNF-11               |
| 128                  | Axel Domont (FRA)         | DNF-2                |

| CCC Team CCC | CCC Team CCC                         | CCC Team CCC |
| ------------ | ------------------------------------ | ------------ |
| Núm          | Ciclista                             | Pos          |
| 131          | Simon Geschke (GER)                  | NP-4         |
| 132          | William Barta (USA)                  | 22è          |
| 133          | Jan Hirt (CZE)                       | 56è          |
| 134          | Jakub Mareczko (ITA)                 | DNF-11       |
| 135          | Michał Paluta (POL)                  | 118è         |
| 136          | Łukasz Wiśniowski (POL)              | 115è         |
| 137          | Georg Zimmermann (GER)               | 21è          |
| 138          | Francisco José Ventoso Alberdi (ESP) | DNF-5        |

| Lotto-Soudal LTS | Lotto-Soudal LTS         | Lotto-Soudal LTS |
| ---------------- | ------------------------ | ---------------- |
| Núm              | Ciclista                 | Pos              |
| 141              | Tim Wellens (BEL)        | 78è              |
| 142              | Gerben Thijssen (BEL)    | DNF-15           |
| 143              | Stan Dewulf (BEL)        | 70è              |
| 144              | Kobe Goossens (BEL)      | 24è              |
| 145              | Tomasz Marczyński (POL)  | 108è             |
| 146              | Rémy Mertz (BEL)         | 104è             |
| 147              | Tosh Van der Sande (BEL) | 96è              |
| 148              | Brent Van Moer (BEL)     | 100è             |

| Cofidis COF | Cofidis COF                    | Cofidis COF |
| ----------- | ------------------------------ | ----------- |
| Núm         | Ciclista                       | Pos         |
| 151         | Guillaume Martin (FRA)         | 14è         |
| 152         | Fernando Barceló Aragón (ESP)  | NP-6        |
| 153         | Natnael Berhane (ERI) (ruta)   | DNF-5       |
| 154         | José Herrada López (ESP)       | 26è         |
| 155         | Victor Lafay (FRA)             | 81è         |
| 156         | Luis Ángel Maté Mardones (ESP) | 23è         |
| 157         | Emmanuel Morin (FRA)           | 134è        |
| 158         | Pierre-Luc Périchon (FRA)      | 97è         |

| NTT Pro Cycling NTT | NTT Pro Cycling NTT               | NTT Pro Cycling NTT |
| ------------------- | --------------------------------- | ------------------- |
| Núm                 | Ciclista                          | Pos                 |
| 161                 | Carlos Barbero Cuesta (ESP)       | 107è                |
| 162                 | Stefan de Bod (RSA)               | 94è                 |
| 163                 | Nicholas Dlamini (RSA)            | DNF-11              |
| 164                 | Benjamin Dyball (AUS)             | 130è                |
| 165                 | Enrico Gasparotto (SUI)           | 120è                |
| 166                 | Michael Valgren Andersen (DEN)    | 33è                 |
| 167                 | Reinardt Janse van Rensburg (RSA) | 103è                |
| 168                 | Gino Mäder (SUI)                  | 20è                 |

| Movistar Team MOV | Movistar Team MOV                 | Movistar Team MOV |
| ----------------- | --------------------------------- | ----------------- |
| Núm               | Ciclista                          | Pos               |
| 171               | Alejandro Valverde Belmonte (ESP) | 10è               |
| 172               | Jorge Arcas (ESP)                 | 77è               |
| 173               | Imanol Erviti Ollo (ESP)          | 47è               |
| 174               | Enric Mas Nicolau (ESP)           | 5è                |
| 175               | Nélson Oliveira (POR)             | 39è               |
| 176               | José Joaquín Rojas Gil (ESP)      | 32è               |
| 177               | Marc Soler i Giménez (ESP)        | 18è               |
| 178               | Carlos Verona Quintanilla (ESP)   | 30è               |

| Israel Start-Up Nation ISN | Israel Start-Up Nation ISN | Israel Start-Up Nation ISN |
| -------------------------- | -------------------------- | -------------------------- |
| Núm                        | Ciclista                   | Pos                        |
| 181                        | Daniel Martin (IRL)        | 4t                         |
| 182                        | Omer Goldstein (ISR)       | 106è                       |
| 183                        | Reto Hollenstein (SUI)     | 72è                        |
| 184                        | James Piccoli (CAN)        | 125è                       |
| 185                        | Mihkel Räim (EST)          | 139è                       |
| 186                        | Alexis Renard (FRA)        | DNF-14                     |
| 187                        | Rory Sutherland (AUS)      | 129è                       |
| 188                        | Matteo Badilatti (SUI)     | 110è                       |

| Total Direct Énergie TDE | Total Direct Énergie TDE | Total Direct Énergie TDE |
| ------------------------ | ------------------------ | ------------------------ |
| Núm                      | Ciclista                 | Pos                      |
| 191                      | Niki Terpstra (NED)      | 136è                     |
| 192                      | Lorrenzo Manzin (FRA)    | 133è                     |
| 193                      | Valentin Ferron (FRA)    | 87è                      |
| 194                      | Jonathan Hivert (FRA)    | 86è                      |
| 195                      | Pim Ligthart (NED)       | DNF-15                   |
| 196                      | Paul Ourselin (FRA)      | 79è                      |
| 197                      | Romain Sicard (FRA)      | 45è                      |
| 198                      | Julien Simon (FRA)       | 65è                      |

| Caja Rural-Seguros RGA CJR | Caja Rural-Seguros RGA CJR      | Caja Rural-Seguros RGA CJR |
| -------------------------- | ------------------------------- | -------------------------- |
| Núm                        | Ciclista                        | Pos                        |
| 201                        | Jonathan Lastra Martínez (ESP)  | 61è                        |
| 202                        | Jon Aberasturi Izaga (ESP)      | 117è                       |
| 203                        | Julen Amézqueta Moreno (ESP)    | 50è                        |
| 204                        | Aritz Bagües (ESP)              | 92è                        |
| 205                        | Jefferson Cepeda (ECU)          | 116è                       |
| 206                        | Jhojan García (COL)             | 71è                        |
| 207                        | Héctor Sáez Benito (ESP)        | DNF-11                     |
| 208                        | Gonzalo Serrano Rodríguez (ESP) | 57è                        |

| Burgos-BH BBH | Burgos-BH BBH                     | Burgos-BH BBH |
| ------------- | --------------------------------- | ------------- |
| Núm           | Ciclista                          | Pos           |
| 211           | Ángel Madrazo Ruiz (ESP)          | 43è           |
| 212           | Jetse Bol (NED)                   | 80è           |
| 213           | Óscar Cabedo (ESP)                | 63è           |
| 214           | Jesús Ezquerra (ESP)              | 89è           |
| 215           | Alex Molenaar (NED)               | 128è          |
| 216           | Juan Felipe Osorio Arboleda (COL) | 114è          |
| 217           | Willie Smit (RSA)                 | 73è           |
| 218           | Ricardo Vilela (POR)              | 99è           |